# Amsterdam Zuidoost
Amsterdam Zuidoost (Ámsterdam Sudeste) es un distrito de la ciudad de Ámsterdam, dentro de la provincia de Holanda Septentrional. Tiene una superficie de 22,08 km² y una población de 84.811 personas (2003).
Amsterdam Zuidoost no limita con el resto del municipio de Ámsterdam; la separan de él los municipios de Ouder-Amstel (especialmente el pueblo de Duivendrecht) y Diemen. Esto contribuye a que se considere distinta de la ciudad de Ámsterdam propiamente dicha. Originalmente formaba parte del municipio agrícola de Weesperkarspel, que fue asimilado por Ámsterdam en 1966, cuando se decidió convertirlo en zona de viviendas. 

## Barrios y vecindarios del distrito de Amsterdam Zuidoost
- Bijlmer; con los vecindarios de Venserpolder, Bijlmer-Centrum D, F, H y Bijlmer-Centrum E, G, K
- Gaasperdam; con los vecindarios de Holendrecht, Nellestein, Reigersbos y Gein
- El pueblo de Driemond (con el jardín Volkstuinenpark Linnaeus)
- Amstel III / Bullewijk (parque industrial y de oficinas, con el estadio Ámsterdam Arena y el complejo hospitalario AMC)

## Parques
- Bijlmerpark (al sur de Bijlmer)
- Bijlmerweide (al este de Bijlmer)
- Gaasperpark (incluye el estanque Gaasperplas en Gaasperdam)
- De Hoge Dijk (con el campo de golf Hoge Dijk, al sur del bosque de Reigersbos y el AMC)
- Gaasperzoom (en Gaasperdam, al este de Gein)
- Pólder de Broekzijdse (zona ecológica protegida entre Gaasperdam y el riachuelo Gein